# Indiskretionen
Indiskretionen (Originaltitel: Liaisons) ist die zweite Folge der siebenten Staffel der US-amerikanischen Science-Fiction-Fernsehserie Raumschiff Enterprise – Das nächste Jahrhundert. Sie wurde in den Vereinigten Staaten über Syndication vermarktet und erstmals am 27. September 1993 auf verschiedenen Fernsehsendern ausgestrahlt. In Deutschland war sie zum ersten Mal am 24. Juni 1994 in einer synchronisierten Fassung auf Sat.1 zu sehen.

## Handlung
Im Jahr 2370 trifft sich die Enterprise mit einer Delegation der Iyaaraner, um den kulturellen Austausch zwischen diesem Volk und der Föderation zu fördern. Während die beiden Botschafter Loquel und Byleth einige Tage auf der Enterprise verbringen wollen, macht sich Captain Picard mit einem Shuttle auf den Weg zum Heimatplaneten der Iyaaraner.
Loquel wird Schiffsberaterin Deanna Troi als Kontaktperson zugewiesen. Er zeigt stets ein freundliches und begeistertes Verhalten. Byleth hingegen ist eine schwierigere Person. Er lehnt den ersten Offizier Will Riker als Kontaktperson ab und verlangt stattdessen Sicherheitschef Worf. Der stimmt zu, doch er muss schnell feststellen, dass Byleth an allem, was er tut, etwas auszusetzen hat. Den Botschaftern zu Ehren wird ein Empfang gegeben. Loquel ist überwältigt von den vielen Speisen, insbesondere von den Desserts. Byleth hingegen sagt das Essen nicht zu, das er sich von Worf servieren lässt. Auch bei einer späteren Führung durch den Maschinenraum scheint er eher daran interessiert, Worfs Unwissenheit bloßzustellen, als tatsächlich etwas zu erfahren. Loquel hingegen ist immer noch begeistert von den Desserts und erklärt Troi, dass es so etwas auf seiner Welt nicht gibt, denn dort isst man nicht um des Genusses willen, sondern ausschließlich, um Nährstoffe aufzunehmen. Plötzlich erregt etwas anderes seine Aufmerksamkeit: Er erblickt einen Jungen und ist fasziniert, denn auch Kinder sind in seiner Welt unbekannt. Die Fortpflanzung der Iyaaraner funktioniert völlig anders als die menschliche und sie entsteigen bereits voll entwickelt einer Geburtshülse. Loquel lädt den Jungen, Eric mit Namen, zu einem Dessert ein.
Picards Flug mit dem Shuttle gestaltet sich zunächst recht langweilig. Sein iyaaranischer Pilot Voval erweist sich als äußerst wortkarg. Plötzlich kommt es zu einer Fehlfunktion im Antriebssystem und das Shuttle ist zu einer Notlandung auf einem nahe gelegenen Planeten gezwungen. Picard bleibt unverletzt, doch Voval erleidet eine Gehirnerschütterung. Da Picard in der Umgebung der Absturzstelle Energiesignaturen misst, verlässt er das Shuttle und macht sich auf die Suche nach Hilfe. Er findet eine karge Landschaft vor, in der elektrische Stürme toben. Bereits nach einer kurzen Wegstrecke wird er von einem Blitz getroffen und verliert das Bewusstsein. Als er wieder zu sich kommt, befindet er sich in einer Behausung und eine menschliche Frau, die sich als Anna vorstellt, versorgt ihn. Sie erklärt ihm, dies hier sei das Wrack eines terellianischen Frachters. Sie sei eine Passagierin gewesen und habe als einzige den Absturz überlebt. Picard bemerkt ein Gerät, das an seiner Taille befestigt ist. Anna erklärt, es diene der Heilung, denn Picard habe sich drei Rippen gebrochen. Picard erwähnt das Shuttle und Anna erwidert, sie habe es bereits aufgesucht und Voval tot vorgefunden. Anna erzählt Picard, dass sie schon eine ganze Weile allein hier lebt und inzwischen jedes Zeitgefühl verloren hat. Als sie ihm das Absturzdatum des Frachters nennt, ist sie schockiert zu erfahren, dass inzwischen sieben Jahre vergangen sind. Da Picard sich nicht bewegen kann, bittet er Anna, erneut zum Shuttle zu gehen und dessen Kommunikationseinheit auszubauen, denn er hofft, damit ein Notsignal senden zu können.
Während Anna unterwegs ist, versucht Picard aufzustehen. Es gelingt ihm einigermaßen, zu seiner Verwunderung stellt er jedoch fest, dass die Tür des Frachters von außen verschlossen ist. Anna kehrt schließlich mit der Kommunikationseinheit zurück, doch die ist durch eine Energieentladung völlig unbrauchbar. Anna gesteht, dass sie einen Phaser benutzt hat, um die Einheit zu entfernen, dabei wurde sie offenbar beschädigt. Anna ist tief bestürzt, als Picard erklärt, dass er die Einheit nicht mehr reparieren kann. Die Einheit enthält aber noch eine funktionierende Energiezelle. Er hofft, damit das Shuttle versorgen und den Planeten verlassen zu können. Anna schöpft neue Hoffnung. Sie gesteht Picard, dass sie ihn liebt, aber er betrachtet dies als Verwirrung, da er der erste Mensch ist, dem sie seit Jahren begegnet ist.
Auf der Enterprise ist Worf währenddessen zunehmend genervt von Byleths Verhalten. Riker versucht die Wogen zu glätten, indem er die beiden Botschafter zum gemeinsamen Pokerspiel der Führungsoffiziere einlädt. Worf bemerkt dabei, dass Byleth betrügt und seine Chips stiehlt. Darauf angesprochen, weist er die Anschuldigung zurück und beleidigt stattdessen Worf. Der hat endgültig genug und geht auf Byleth los. Der reagiert völlig unerwartet, bedankt sich für Worfs Wutausbruch und geht in sein Quartier, um das Erlebnis zu dokumentieren.
Als Anna beschäftigt ist, versucht Picard, das Gerät an seiner Taille zu entfernen. Sie bemerkt es und will ihn aufhalten, doch Picard lässt sich nicht davon abbringen. Schließlich gelingt es ihm und seine Schmerzen verschwinden auf der Stelle. Ihm wird klar, dass seine Rippen gar nicht gebrochen waren, sondern das Gerät selbst die Schmerzen verursachte und dass Anna ihn hier offenbar gefangen hält. Damit konfrontiert wird Anna immer verzweifelter und versucht, Picards Liebe zu erzwingen. Als er sie erneut zurückweist, verlässt sie abrupt den Frachter und schließt Picard ein. Er sucht nach einem Weg, die Tür zu öffnen. Nach einer Weile hört er von draußen eine Stimme: Es ist Voval. Der befreit ihn und erklärt, während des Heilungsprozesses würde sein Volk seinen Stoffwechsel extrem verlangsamen. Dieser Zustand könne leicht mit dem Tod verwechselt werden. Voval behauptet, er habe eine Frau gesehen, die in Richtung einer Schlucht gelaufen sei. Er und Picard machen sich sofort auf die Suche nach ihr. Als sie die Schlucht erreichen, wissen sie nicht, wohin Anna gegangen ist. Sie trennen sich daher, um in unterschiedlichen Richtungen zu suchen. Picard findet schließlich Anna, die direkt am Abgrund steht und droht, in die Tiefe zu springen, wenn Picard sie nicht liebt. Picard bemerkt, dass sie plötzlich wieder eine Halskette trägt, die sie im Frachter zurückgelassen hatte, und ihm wird klar, das hier etwas faul ist. Er wirft ihr vor, dass ihre gesamte Geschichte erfunden ist. Schließlich verwandelt sich Anna in Voval. Er erklärt, dass er in Wirklichkeit kein Pilot, sondern Botschafter ist. Zusammen mit seinen Kollegen sollte er einige Gefühle erforschen, die sein Volk noch nicht so recht verstanden hatte: Loquel das Vergnügen, Byleth die Feindseligkeit und er selbst die Liebe. Für seine Aufgabe hatte Voval Picard zu einem abgestürzten Frachter gebracht, in dem tatsächlich eine Frau sieben Jahre allein überlebt und sich dann in einen ebenfalls abgestürzten Mann verliebt hatte. Dieses Szenario wollte Voval nachstellen, doch er sieht seine Mission als gescheitert an.
Picard macht klar, dass ein solcher Plan in seiner Welt als Verbrechen angesehen würde. Er äußert die Vermutung, dass die Schäden am Shuttle nur vorgetäuscht sind. Damit liegt er richtig und Voval bringt ihn zurück zur Enterprise. Dort verabschiedet sich Byleth von Worf, der mit ihm ein stundenlanges Kampftraining auf dem Holodeck unternommen hat. Loquel überreicht Troi zum Abschied Nahrung aus seiner Heimat, mit dem bedauernden Hinweis, dass sie wohl nicht so köstlich sein wird wie die Desserts, die er kennenlernen durfte.

## Verbindungen zu anderen Star-Trek-Produktionen
Die Terellianer werden hier erstmals erwähnt. Sie wurden in mehreren späteren Star-Trek-Folgen erneut erwähnt, waren aber bislang nicht vor der Kamera zu sehen.

## Produktion

### Drehbuch
Der Arbeitstitel der Folge lautete The Journey.
Roger Eschbacher und Jaq Greenspon, die die ursprüngliche Idee zu dieser Folge hatten, sahen in der Geschichte eine Hommage an Stephen Kings Roman Sie (Misery), in der ein Schriftsteller von einer fanatischen Bewunderin gefangen gehalten wird. Jeanne Carrigan-Fauci und Lisa Rich bauten diese Idee zu einem ersten Drehbuchentwurf aus. Brannon Braga nahm hieran noch umfangreiche Änderungen vor, erhielt dafür aber keine Erwähnung in den Credits der Folge. Unter anderem gestaltete er die Szenen mit Picard und Anna deutlich düsterer, indem er Anna von einer geistig normalen Offizierin, die ein ernstes romantisches Interesse an Picard entwickelt, zu einer psychisch labilen und verzweifelten Zivilistin umschrieb. Zudem entwickelte Braga den Handlungsstrang um Loquel und Byleth. Ursprünglich war als zweiter Handlungsstrang eine Geschichte um Trois Beförderung zum Commander vorgesehen gewesen. Diese wurde später als Nebenhandlung in Folge 7.16 (Radioaktiv) verwendet.
Der Junge Eric wurde nach Brannon Bragas Neffen benannt.

### Darsteller
Rickey D’Shon Collins hat hier seinen ersten von drei Auftritten als Eric Burton in Raumschiff Enterprise – Das nächste Jahrhundert.
Eric Pierpoint hat hier als Voval seinen ersten Auftritt im Star-Trek-Franchise. Er spielte später noch Captain Sanders in Folge 5.13 (Für die Unform) von Star Trek: Deep Space Nine und Kortar in Folge 6.03 (Die Barke der Toten) von Star Trek: Raumschiff Voyager. In Star Trek: Enterprise spielte er in Folge 1.18 (Gesetze der Jagd) Shiraht und in vier Folgen der vierten Staffel die wiederkehrende Nebenfigur Harris.

### Kostüme
Worf, Troi und Crusher sind in dieser Folge erstmals in Galauniform zu sehen; Worf trägt bei dieser Gelegenheit zudem eine besondere Schärpe.

### Drehorte und Kulissen
Indiskretionen ist eine von nur vier Folgen der Serie, in denen keine Szene auf der Brücke der Enterprise spielt.

### Modelle
Für das iyaaranische Shuttle wurde das Modell einer Fluchtkapsel aus Folge 3.22 (Der Sammler) wiederverwendet.

## Rezeption
Keith DeCandido bewertete Indiskretionen 2013 auf tor.com als eine ziemlich schlechte Folge von Raumschiff Enterprise – Das nächste Jahrhundert. Die Grundprämisse um ein Volk, das ihm unbekannte Emotionen erforschen will, fand er eher dümmlich. Die Gastrollen fand er mit Ausnahme von Eric Pierpoint als Voval fehlbesetzt.